# Accordo quadro
L'accordo quadro, in acronimo AQ, nel diritto dell'Unione europea è una tipologia di contratto utilizzata negli appalti pubblici che ha come principale caratteristica non il raggiungimento di un accordo completo, ma di sufficienti parti di esso, la definizione cioè di alcune condizioni (ad esempio di prezzo) per poter comunque proseguire nel rapporto demandando i dettagli (ad esempio gli aspetti logistici) a successive fasi del processo di acquisizione. 

## Riferimenti normativi
Fu introdotto nella forma attuale a livello comunitario dalle direttive 2004/17/CE e 2004/18/CE del Parlamento europeo e del Consiglio, che riguardavano, rispettivamente, le procedure di appalto dei cosiddetti settori speciali (es. gas, acqua, servizi di trasporto, postali) e le procedure di aggiudicazione degli appalti pubblici di lavori, forniture e servizi. Le due direttive sono state superate dalle nuove direttive 2014/24/UE sugli appalti pubblici, la direttiva 2014/25/UE relativa ai settori speciali, la direttiva 2014/23/UE sui contratti di concessione, recepite in Italia nel Codice dei contratti pubblici.

## Introduzione
L'accordo quadro si sostanzia in un accordo tra una Stazione appaltante e uno o più fornitori, con cui la stazione appaltante stabilisce a priori i termini e le condizioni per futuri contratti esecutivi di affidamento di beni, servizi o lavori. La particolarità dello strumento dell'accordo quadro risiede quindi nella peculiarità che la stazione appaltante non debba indicare, né tanto meno garantire a priori, il raggiungimento di un importo prefissato. A differenza delle più classiche tipologie contrattuali per l'affidamento di lavori, servizi e forniture, la stazione appaltante individua sulla base delle proprie stime un importo massimo dell'accordo quadro, al raggiungimento del quale, lo stesso si intende concluso. Appare pertanto evidente come questo strumento rappresenti, specialmente per le stazioni appaltanti che debbano ricorrere a prestazioni ripetitive, una notevole semplificazione permettendo loro di accorpare in una sola procedura una serie di acquisizioni aventi carattere omogeneo, effettivamente acquistabili soltanto qualora ne ricorra la necessità e fino alla concorrenza massima dell'importo predefinito. La stazione appaltante che bandisce un accordo quadro persegue benefici sia in termini di flessibilità che di risparmio di tempo e costi, in quanto essa, proprio per la natura dell'accordo quadro stesso, non assumere nell'immediato un obbligo specifico di acquistare una determinata quantità, ma si avvale della facoltà di acquisire le prestazioni oggetto dell'accordo quadro solo al momento del bisogno. L'art. 59 del Codice dei contratti pubblici stabilisce che le stazioni appaltanti possono concludere accordi quadro di durata non superiore a 4 anni, salvo casi eccezionali debitamente motivati, in particolare con riferimento all’oggetto dell’accordo quadro.

### Caratteristiche vantaggiose
Nel settore degli appalti pubblici, per accordo quadro si intende, quindi, un accordo tra una stazione appaltante e uno o più operatori economici – individuati con procedura di gara – in cui si definiscono le condizioni della fornitura (es. prezzi, qualità), rimandando a successivi “appalti specifici” l'approvvigionamento effettivo delle singole amministrazioni.
Sinteticamente si possono così riassumere le principali caratteristiche che identificano i contratti quadro:
| Vantaggi per le amministrazioni | Vantaggi per i fornitori |
| --- | --- |
| - semplificazione procedure e contenimento costi (acquisti ripetuti con stesso schema) - “personalizzazione” degli acquisti, pur mantenendo i benefici delle economie di scala per aggregazione della domanda - competizione dei fornitori su aspetti economici e tecnici, anche in fase di appalto specifico - riduzione delle procedure di gara per il medesimo affidamento e degli aggravi amministrativi | - semplificazione e trasparenza per standardizzazione delle procedure - tempistica ridotta per l'esito finale della procedura di gara - possibilità di operare all'interno di un mercato pre-selezionato |

## Generalità

### Storia
L'accordo quadro è l'esempio tipico di un istituto giuridico che ha avuto origine nel contesto di alcuni ordinamenti nazionali e che solo successivamente ha trovato, in un arco di tempo relativamente contenuto di circa due decenni, uno sviluppo importante nell'ambito del diritto dell'Unione Europea. A tale proposito si potrebbe dire che si è assistito ad un fenomeno di “trasposizione all'inverso”. Dall'esperienza formatasi in alcuni ordinamenti nazionali sia di common law, che di tipo amministrativo, si è assistito ad un progressivo recepimento di questo strumento nel diritto dell'Unione. L'assunzione da parte del diritto Europeo della formula dell'accordo quadro è stata per molti aspetti un copy out della normativa inglese, francese e belga.

#### I framework agreements e le marchés à commandes
Di particolare rilevanza risulta da questo punto di vista l'ordinamento anglosassone, nel quale questo strumento negoziale ha trovato già in passato un ampio uso. A tale proposito è interessante notare come l'ordinamento inglese contempli due tipologie contrattuali assai simili all'accordo quadro, le “framework transactions” ed i “framework agreements”.,  L'ordinamento britannico è stato senza ombra di dubbio il primo ad avere sviluppato organicamente il contratto quadro o accordo quadro, seppure variamente denominato in inglese framework agreement, framework purchasing, o, più genericamente, framework trans action. Il Regno Unito rappresenta pertanto la nazione del continente europeo dove l'istituto del contratto quadro ha assunto denominazione e forma giuridica più compiuta. 
Ciò nonostante, non meno importante è stata da un punto di vista dello sviluppo dello strumento dell'accordo quadro a livello europeo, l'esperienza francese maturata in questo nell'ambito. In analogia alla legislazione anglosassone è interessante notare come anche l'ordinamento francese contempli due tipologie contrattuali assai simili all'accordo quadro di derivazione comunitaria. I “marchés à commandes” (contratti di commissione) ed i “marchés de clientèle” (contratti di clientela), entrambi previsti nelle varie versioni dei “code des marchés publics” e succedutesi nel tempo. Seppure queste due tipologie contrattuali presentino alcune non trascurabili differenze tra di loro, non è possibile non notare alcune profonde affinità con la successiva disciplina comunitaria. In particolare, entrambe rappresentano a tutti gli effetti dei contratti concludibili “previa gara oppure previa procedura negoziata preceduta da pubblicità” e utilizzabili “allorché si tratti di prestazioni di beni di uso corrente e rinnovabili ogni anno”.

#### Livello europeo
A livello comunitario la formula contrattuale del contratto quadro fece capolinea nell'ordinamento europeo, se pur in modo molto ridotto rispetto alle formule presenti nei rispettivi ordinamenti nazionali, con la direttiva 90/531/CEE del 1990. 
Nonostante la direttiva fosse stata preceduta qualche anno prima dal vademecum sugli appalti pubblici del 1987, con la direttiva 93/38/CEE l'accordo quadro venne codificato esclusivamente per i soli settori speciali. Alla direttiva 93/38/CEE fece quindi seguito la comunicazione della Commissione sugli appalti pubblici nell'Unione europea, COM (98) 143, dell'11 marzo 1998, la quale contenne un primo esplicito riferimento alla possibilità di applicare gli accordi quadro anche nei “settori classici” e non solo in quelli allora cosiddetti “esclusi”. Tale documento esprimeva la necessità di prevedere spazi discrezionali e procedure flessibili, che permettessero alle amministrazioni aggiudicatrici di tener conto della celere evoluzione dei prodotti o servizi oggetto di appalti pubblici e, dei loro prezzi, permettendo alle amministrazioni di ricorrere ad “appalti flessibili”, senza però ledere il principio della concorrenzialità. Nonostante questo rapido sviluppo iniziale della materia, la disciplina dell'accordo quadro non si estese ai settori classici per un ulteriore decennio. Fu infine solamente con la Direttiva 2004/18/CE, che l'accordo quadro approdò definitivamente in tutti i settori.

#### Sviluppo dell'accordo quadro a livello nazionale
A livello nazionale l'istituto ha seguito una evoluzione in linea con quella delle direttive europea, approdando dapprima nei settori speciali, per poi trovare progressivamente applicazione anche in quelli “classici”. Tra i primi strumenti messi a disposizione dal legislatore italiano vi fu il contratto aperto . Introdotto all'epoca con l'articolo 154 del DPR 554 del 1999, fu per molti aspetti il precursore degli accordi quadro. Reputato da moltissime stazioni appaltanti uno strumento utilissimo nei contratti di manutenzione ordinaria e periodica, là dove la previsione progettuale delle prestazioni da fornire non era basata sull'obiettivo perseguito ma bensì sull'esperienza “storica”, il contratto aperto presentava molte delle peculiarità tipiche degli accordi quadro. A partire dalla durata, la quale era normalmente annuale o biennale, analogamente come per l'accordo quadro, il contratto aperto si concludeva o allo scadere del tempo contrattuale o al raggiungimento dell'importo contrattuale. Con l'emanazione della Direttiva 2004/18/CE, la quale all'epoca fu recepita a livello nazionale dal d.lgs. 163/2006 e con la successiva entrata in vigore del d.P.R. 207/2010, il nuovo quadro normativo, non contenendo più una norma analoga all'articolo 154 del d.P.R. 21 dicembre 1999, n. 554, sancì di fatto la fine del contratto aperto. Il d.lgs. n. 163 del 2006 infatti non contemplava più la figura contrattuale dall'art. 154, sostituendo l'istituto del contratto aperto con lo strumento dell'accordo quadro di cui all'art. 59 del d.lgs. 163/2006 e così facendo abbandonando di fatto il nomen juris di “contratto aperto”. Il nuovo quadro normativo introdusse però anche una serie di novità rispetto al regolamento previgente. Esattamente come il codice attuale, già il quadro normativo in vigore all'epoca prevedeva accordi quadro conclusi tra uno o più operatori.

### Disciplina attuale
A seguito alla riforma del settore con l'adozione del nuovo Codice dei contratti pubblici, il D.Lgs.36/2023, resasi necessaria dopo la pandemia da COVID in attuazione delle direttive 2014/23/UE, 2014/24/UE e 2014/25/UE, le quali ne hanno rilanciato l'utilizzo togliendo alcuni vincoli previsti dal codice previgente, gli accordi quadro hanno ricevuto nuovo impulso. Uno degli scopi della normativa europea sugli appalti pubblici è quello di incoraggiare il ricorso agli accordi quadro, in quanto essi consentono di migliorare l'efficienza degli appalti per mezzo delle economie di scala derivanti dall'aggregazione degli acquisti. È importante notare come sia la direttiva 2014/24/UE, che l'attuale giurisprudenza, considerino i limiti temporali vincolanti per l'accordo quadro in sé, ma non per la durata dei singoli appalti basati su un accordo quadro, purché aggiudicati prima della scadenza dell'accordo quadro stesso.Va quindi sottolineato come con la locuzione “appalti”, si sia voluto dare rilievo autonomo alla durata dei contratti esecutivi, con l'inevitabile conseguenza, che una cosa è la durata dell'accordo quadro e altra e diversa cosa è la durata dei contratti esecutivi. 

#### Accordo quadro monofornitore
Si tratta in questo caso della tipologia di più semplice di contratto quadro e di conseguenza della più comune, dove l'amministrazione si interfaccia con un unico operatore economico che in sede di gara si è aggiudicato l'appalto, come nel caso delle convenzioni ex art. 26. Nel caso di un unico operatore economico, gli appalti specifici potranno essere aggiudicati da parte dell'amministrazione ordinante entro i limiti delle condizioni fissate nell'accordo quadro stesso, limitandosi se necessario, a consultare per iscritto l'operatore economico parte dell'accordo quadro, chiedendogli di completare la sua offerta.

#### Accordo quadro multifonitore
Nella seconda ipotesi, di accordo quadro concluso tra più operatori, il codice prevede tre distinte ipotesi :
- a) Accordo quadro eseguito senza riapertura del confronto competitivo
- b) Con parziale riapertura del confronto competitivo
- c) Riaprendo il confronto competitivo

Nella prima ipotesi, qualora non fosse prevista la riapertura del confronto competitivo tra gli operatori, e se il bando non prevedeva un solo aggiudicatario (come nel caso di una convenzione ex art. 26), l'accordo dovrà oltre a contenere tutti i termini che disciplinano la prestazione dei lavori o la fornitura di beni o servizi, nonché le condizioni oggettive per determinare quale degli operatori economici aggiudicatari effettuerà la prestazione. Tali condizioni devono essere indicate nei documenti di gara. Se discrezionale, l'individuazione dell'operatore economico parte dell'accordo quadro che effettuerà la prestazione avviene infine sulla base di una decisione motivata in relazione alle specifiche esigenze dell'amministrazione. 
Più complesse si presentano invece le due successive casistiche, per le quali bisogna ricorrere almeno alla parziale riapertura del confronto competitivo. Questa particolare casistica prevede la possibilità di riaprire soltanto in parte il confronto competitivo, purché questa evenienza sia stata prevista nei documenti di gara. È questo il caso per quegli accordi quadro in cui le condizioni siano già state fissate nell'ambito dell'accordo stesso, ma per alcuni specifici lavori, servizi o forniture, si specifichi che l’amministrazione ordinante possa richiedere un secondo round di gara. Ciò dovrà avvenire nella modalità prevista per la riapertura del confronto competitivo. Tali documenti di gara precisano anche quali condizioni possono essere soggette alla riapertura del confronto competitivo. Inoltre, tali disposizioni si applicano anche a ogni lotto di un accordo quadro per il quale tutti i termini che disciplinano la prestazione dei lavori, dei servizi e delle forniture in questione, sono definiti nell'accordo quadro. Appare quindi evidente come questa tipologia ibrida di accordo quadro sia piuttosto complessa da mettere in atto, motivo per il quale ad oggi ha trovato una scarsa applicazione da parte delle amministrazioni pubbliche. Infine, qualora ricorresse la terza modalità, ogni volta che l'amministrazione ordinante volesse affidare appalti specifici o volesse inviare degli ordinativi, dovrebbe riaprire il confronto competitivo richiedendo agli operatori economici aggiudicatari dei rilanci migliorativi rispetto all'offerta presentata in sede di gara. In questo caso i confronti competitivi si possono basare così sia sulle stesse condizioni applicate all'aggiudicazione dell'accordo quadro, se necessario precisandole, che su altre condizioni indicate nei documenti di gara per l'appalto specifico. A prescindere dal fatto di applicare le medesime condizioni o meno applicate per l'aggiudicazione dell'accordo in sede di gara, il confronto dovrà avvenire secondo la seguente procedura:
- a) per ogni appalto specifico da aggiudicare, l'amministrazione aggiudicatrice invita gli operatori economici aggiudicatari dell’accordo quadro;
- b) l'amministrazione aggiudicatrice fissa un termine sufficiente per presentare le offerte relative all’appalto specifico, tenendo conto di elementi quali la complessità dell'oggetto dell'appalto e il tempo necessario per la trasmissione delle offerte;
- c) presentate le offerte, il loro contenuto non viene reso pubblico fino alla loro apertura in seduta pubblica;
- d) l'amministrazione aggiudicatrice aggiudica l'appalto specifico all'offerente che ha presentato l'offerta migliore sulla base dei criteri di aggiudicazione fissati sommariamente nei documenti di gara per l'accordo quadro e dettagliatamente nell’invito alla partecipazione all’appalto specifico.

Per le stazioni appaltanti poter usufruire di un successivo rilancio dell'offerta potrebbe essere una buona occasione per ottenere un ulteriore risparmio. Il dubbio che sorge nel caso di contratto quadro con riapertura del confronto competitivo è legato al meccanismo del rilancio dell'offerta. La questione che si pone è legata al fatto se si debbano richiedere i rilanci sulla base dell'offerta più conveniente o sulla base dell'offerta presentata dal primo in graduatoria.

## Affidamento ed esecuzione

### Procedure di affidamento
Condizione necessaria affinché lo strumento dell'accordo quadro possa essere uno strumento efficiente al servizio della pubblica amministrazione nel conferire incarichi agli operatori economici, è il corretto uso da parte delle amministrazioni aggiudicanti degli strumenti con i quali fare incontrare richiesta e domanda, permettendo così facendo all'amministrazione di negoziare e perfezionare i contratti. L'attuale assetto normativo prevede, a seconda degli importi posti a base di gara, procedure d'affidamento diverse, distinguendo a seconda della soglia dell'importo tra procedure sopra o sotto soglia di rilevanza europea.

#### Procedure sopra soglia europea
Per tutte quelle procedure di affidamenti di accordi quadro con importo superiore alla soglia di rilevanza europea, al fine di garantire la possibilità di una concorrenza effettiva, l'aggiudicazione avviene tramite procedura aperta o procedura ristretta. Inoltre per tutti quei lavori, servizi e forniture con caratteristiche standardizzate o le cui condizioni sono definite dal mercato, fatta eccezione per i servizi ad alta intensità di manodopera, le stazioni appaltanti, nel rispetto dei principi di trasparenza, di non discriminazione e di parità di trattamento, procedono all'aggiudicazione degli appalti, sulla base del criterio dell'offerta economicamente più vantaggiosa individuata sulla base del miglior rapporto qualità prezzo o sulla base dell'elemento prezzo o del costo, seguendo un criterio di comparazione tra costo e efficacia. 
Appare quindi evidente come le procedure sopra soglia, in virtù degli importi che vengano posti a base d'asta, siano legate, oltre ad una procedura di aggiudicazione decisamente più onerosa e complessa, volta a garantire l'effettiva qualità dell'opera, anche ad una procedura decisamente più formale ed articolata, rispetto alle procedure sotto soglia.

#### Procedure sotto soglia europea
Particolarmente interessante divengono quindi da questo punto di vista tutte le procedure sotto soglia di rilevanza europea, per le quali sono previste eccezioni all'applicazione delle regole generali al fine di coniugare esigenze di correttezza e trasparenza con strumenti di contrattazione rapidi e flessibili. Fatti salvi i principi di portata generale di economicità, efficacia, tempestività e correttezza, che si applicano anche ai contratti sotto soglia, vale la pena notare che l'ambito dei contratti sotto soglia gode di alcune non trascurabili semplificazioni procedurali. Prima tra tutte la non trascurabile peculiarità che per le procedure sotto soglia non sia previsto l'obbligo di ricorrere alle più complesse e onerose procedure aperte, di conseguenza semplificando notevolmente il lavoro delle amministrazioni e accelerando in taluni casi la procedura d'affidamento laddove il rispetto del termine dilatorio non fosse richiesto. Tra le procedure maggiormente utilizzate per scegliere l'operatore economico al quale affidare i lavori per i contratti sotto soglia europea spicca, accanto all'affidamento diretto, tramite il quale l'amministrazione aggiudicatrice decide di affidare i lavori ad un determinato operatore economico, la procedura negoziata. La procedura negoziata è per molti aspetti una procedura eccezionale, dal momento che per l'individuazione degli operatori economici che possono presentare offerte per l'affidamento di un contratto pubblico, le stazioni appaltanti aggiudicano i contratti tramite procedure aperte o ristrette. Con la procedura negoziata, l'amministrazione provvede in modo non strettamente legato a formalità precostituite alla scelta del soggetto con cui avviare e concludere il rapporto contrattuale. Nella procedura negoziata la stazione appaltante consulta gli operatori economici selezionati e “negozia” con uno o più di essi le condizioni dell'appalto.

### Modifiche di accordi quadro
Altro nodo cruciale che si pone frequentemente, sono le cosiddette “varianti in corso d'opera”. L'argomento è molto importante e riguarda situazioni che si possono presentare nella conduzione dei lavori, servizi o forniture con inevitabili ripercussioni sugli interessi non sempre collimanti dell'amministrazione e del privato esecutore.
Capita infatti non di rado che nel corso dell'esecuzione di un contratto si presenti da parte della pubblica amministrazione la necessità di apportare modifiche al contratto, modifiche che possono essere sia di tipo quantitativo ad esempio aumentando o diminuendo gli importi contrattuali, che di tipo qualitativo modificando il tipo di prestazione richiesta. Questo argomento risulta per gli accordi quadro un argomento di grande importanza vista la particolare natura giuridica di questa tipologia di accordi, in quanto oggetto della modifica possono essere sia i singoli contratti attuativi che l'accordo quadro nel suo insieme.

#### Modifiche non sostanziali
L'attuale codice circoscrive in maniera tassativa all'art. 120 del d.lgs. 36/2023 le tipologie di varianti ammesse, proibendo tassativamente ogni modifica che non sia riconducile ad un delle ipotesi elencate di seguito, di fatto assegnando tramite una serie di prescrizioni di notevole rilievo, una considerevole responsabilità a RUP, direttore lavori e direttori esecutivi del contratto, che impongono loro di prestare ogni miglior oculatezza nello studio e approntamento di queste. In particolare, le modifiche, nonché le varianti, dei contratti di appalto in corso di validità devono essere autorizzate dal RUP con le modalità previste dall'ordinamento della stazione appaltante cui il RUP dipende. Complessivamente vengono citati i seguenti casi nei quali i contratti possano essere modificati senza una nuova procedura di affidamento:
- a) Se le modifiche, a prescindere dal loro valore monetario, sono state previste nei documenti di gara iniziali in clausole chiare, precise e inequivocabili
- b) Per lavori, servizi o forniture, supplementari da parte del contraente originale che si sono resi necessari e non erano inclusi nell'appalto iniziale, ove un cambiamento del contraente risulti impraticabile per motivi economici o tecnici o comporti per l'amministrazione aggiudicatrice o l'ente aggiudicatore notevoli disguidi o una consistente duplicazione dei costi.
- c) Ove la necessità di modifica sia determinata da circostanze impreviste e imprevedibili per l'amministrazione aggiudicatrice o per l'ente aggiudicatore e la modifica non altera la natura generale del contratto.
- d) Se un nuovo contraente sostituisce quello a cui la stazione appaltante aveva inizialmente aggiudicato l'appalto a causa di una clausola di revisione, all'aggiudicatario iniziale succede, per causa di morte o a seguito di ristrutturazioni societarie, nel caso in cui l'amministrazione aggiudicatrice o l'ente aggiudicatore si assuma gli obblighi del contraente principale nei confronti dei suoi subappaltatori.
- e) Se le modifiche non sono sostanziali.

In definitiva il legislatore riconosce alla stazione appaltante il diritto di esercitare il proprio potere potestativo di apportare varianti e addizioni al contratto nei limiti stabiliti dal codice. Ciò nonostante la variante deve avere carattere accessorio rispetto alla prestazione contrattualmente stabilita, in quanto altrimenti non ricorrerebbe l'ipotesi non di una modifica del contratto, ma si configurerebbe l'ipotesi di una modifica sostanziale del contratto che richiederebbe una nuova procedura.

#### Modifiche dovute a cause di forza maggiore
Dalla lettura delle casistiche appena citate, tolti i casi a), b), d), e e) non si può non notare come le “varianti” siano solamente ammesse per circostanze impreviste e imprevedibili, ovvero siano lecite solamente le cosiddette varianti in corso d'opera, tra le quali può anche rientrare la sopravvenienza di nuove disposizioni legislative o regolamentari. Appare quindi evidente come rispetto all'assetto normativo previgente, il legislatore non abbia voluto prendere in considerazione quelle varianti dovute alla presenza di eventi inerenti alla natura e alla specificità dei beni sui quali si interviene, verificatisi in corso d'opera e non prevedibili nella fase progettuale o per il manifestarsi di errori o di omissioni del progetto esecutivo che pregiudicano, in tutto o in parte, la realizzazione dell'opera. Fatto quindi salvo il caso di errori progettuali, la cui presenza (quantomeno in linea di principio) dovrebbe essere esclusa a priori in seguito alla verifica di progetto di cui all'art. 26 del d.lgs. 50/2016, ne consegue, che anche la casistica dei rinvenimenti imprevisti o imprevedibili, non rientrino più nella nozione della forza maggiore, che consiste, secondo i principi della dottrina civilistica, in qualsiasi evento (perciò non soltanto di origine naturale) non prevedibile o non evitabile con la necessaria diligenza richiesta nella esecuzione del contratto.

#### Modifiche quantitative non sostanziali
Oltre ai casi già citati in precedenza gli accordi quadro di lavori, servizi o forniture ai sensi del codice vigente possono essere modificati senza necessità di una nuova procedura, se il valore della modifica è al di sotto di entrambi i seguenti valori:
- a) le soglie fissate all'articolo 14;
- b) il 15 per cento del valore iniziale del contratto per i contratti di lavori sia nei settori ordinari che speciali, ovvero il 10% nel caso di servizi e forniture.

Ciò nonostante la modifica non può alterare la natura complessiva del contratto o dell'accordo quadro. In caso di più modifiche successive, il valore è accertato sulla base del valore complessivo netto delle successive modifiche. 

### Subappalto
Argomento ricorrente, che in tempi recenti in seguito all'emanazione delle direttive 2014/23/UE, 2014/24/UE e 2014/25/UE ha subito alcune sostanziali modifiche rispetto all'assetto normativo in vigore in precedenza, è il subappalto. Preso atto del fatto che i soggetti affidatari di contratti eseguono in linea di principio in proprio le opere ovvero i lavori, i servizi e le forniture compresi nel contratto, a pena di nullità, il contratto non può essere ceduto ne può essere affidata a terzi l'integrale esecuzione delle prestazioni o lavorazioni oggetto del contratto di appalto.
Ciò nonostante capita che a causa dell'ampio spettro di lavorazioni che vengono richieste in sede di offerta, specialmente per quegli accordi quadro che si configurano come manutenzioni, ma non solo, le ditte esecutrici siano costrette soprattutto per motivi tecnici a ricorrere per alcune di esse a soggetti terzi. Inoltre, siccome proprio nel caso di lavori quasi sempre l'incidenza del costo della manodopera e del personale è superiore al 50 per cento dell'importo del contratto da affidare, per queste lavorazioni si configura il subappalto.
Sarà pertanto compito delle imprese in sede di offerta dichiarare, in base alle proprie stime, quale sia la percentuale di lavori che intendono dare in subappalto. Fatti quindi salvi gli obblighi in capo al direttore dei lavori ovvero al direttore esecutivo di contratto e al RUP in merito alla verifica del rispetto degli obblighi dell'esecutore e del subappaltatore, il problema principale che si riscontra con questo “modus operandi” è il non indifferente vincolo che la percentuale di subappalto dichiarata in sede di offerta dovrà essere rapportata all'importo del singolo contratto attuativo. Specialmente per lavori di manutenzione di minore entità economica, può quindi capitare che il lavoro di subappalto possa per quello specifico intervento configurarsi sia per difficoltà che per importo come la lavorazione principale.

### Convenzioni quadro CONSIP
Per agevolare il lavoro delle pubbliche amministrazioni abbattendo i tempi di approvvigionamento e per reperire offerte di adeguato livello qualitativo ed economico, nel 2000 si è introdotto un sistema centralizzato di acquisti gestito da Consip che ha iniziato mettendo a disposizione delle ”convenzioni”, veri e propri accordi quadro, alle quali le amministrazioni possono semplicemente aderire.
Le convenzioni stipulate da Consip permettono, alle amministrazioni che se ne avvalgono, di effettuare direttamente ordinativi di fornitura di beni e servizi semplicemente aderendovi. A tale proposito bisogna tenere conto che a livello nazionale e in altri casi stabiliti dalla legge, le amministrazioni sono tenute ad approvvigionarsi utilizzando le convenzioni quadro messe a disposizione da Consip e dalle altre centrali acquisti regionali.
L'art. 1, comma 510, della Legge n. 208/2015 prevede la possibilità di acquistare in deroga rispetto all'obbligo di utilizzare convenzioni Consip, nel caso in cui il bene o il servizio oggetto delle convenzioni attive, alle quali sia possibile aderire, non sia idoneo al soddisfacimento dello specifico fabbisogno dell'amministrazione per mancanza di caratteristiche essenziali. In particolare, l'acquisto in deroga rispetto alle convenzioni attive dovrà essere previamente autorizzato dall'organo di vertice amministrativo, ovvero dal RUP. Ciò posto, il RUP curerà la relativa istruttoria e provvederà a adottare un provvedimento motivato di autorizzazione di cui all'art. 1, comma 510, della Legge n. 208/2015 e a trasmetterlo alla competente sezione regionale di controllo della Corte dei Conti.

### Esplicative
1. ↑  definizione di accordo quadro data all'epoca dalla direttiva 90/531/CEE del 1990: l'accordo tra uno degli enti aggiudicatori di cui all'articolo 2 ed uno o più fornitori e imprenditori che è inteso a fissare i termini, soprattutto per quanto riguarda i prezzi ed eventualmente i quantitativi previsti, di appalti da aggiudicare nel corso di un determinato periodo.
2. ↑   COM (98) 143, dell'11 marzo 1998: [...] Per semplificare le procedure e chiarire questa situazione la Commissione prevede di proporre la modifica dei testi esistenti al fine di favorire un più ampio ricorso a appalti flessibili che permettano di tener conto dell'evoluzione dei prodotti e dei loro prezzi. […]
3. ↑  Occorre prevedere una definizione comunitaria degli accordi quadro nonché delle norme specifiche per gli accordi quadro conclusi in relazione ad appalti che rientrano nel campo d'applicazione della presente direttiva. […]
4. ↑  Sono contratti aperti gli appalti in cui la prestazione è pattuita con riferimento ad un determinato arco di tempo, per interventi non predeterminati nel numero, ma resi necessari secondo le necessità della stazione appaltante.
5. ↑  È anche opportuno precisare che, mentre gli appalti basati su un accordo quadro devono essere aggiudicati prima della scadenza dell'accordo quadro stesso, la durata dei singoli appalti basati su un accordo quadro non deve necessariamente coincidere con la durata di tale accordo quadro ma potrebbe eventualmente essere inferiore o superiore.[...]
6. ↑  Consiglio di Stato, n. 1455/2019, nel caso esaminato dalla sentenza è stata ritenuta legittima la durata di 6 mesi (più ventuali ulteriori sei mesi) prevista per l'accordo quadro e la distinta durata di cinque anni prevista per i successivi contratti esecutivi.
7. ↑  Fermo restando quanto previsto dal titolo VII del decreto legislativo 3 luglio 2017, n. 117, nell'aggiudicazione di appalti pubblici, le stazioni appaltanti utilizzano le procedure aperte o ristrette, previa pubblicazione di un bando o avviso di indizione di gara.[…]
8. ↑  Nell'ambito dell'ordinamento italiano, non è dato rinvenire una definizione precisa di forza maggiore, poiché non esiste alcuna norma che descriva in modo esplicito la fattispecie in esame. Il termine "forza maggiore" è citato in alcune norme del Codice civile.
9. ↑  La convenzione quadro risulta una sottocategoria dell'accordo quadro, sebbene antecedente nel tempo, in quanto la sua prima disciplina risale all'art. 26 della L.n. 488/1999.
10. ↑  Con la deliberazione n. 12 del 26 luglio 2016, la Corte dei Conti, a sezioni riunite in sede di controllo, ha chiarito che “[…] gli atti di autorizzazione all'acquisizione di beni e servizi, in deroga alle procedure centralizzate, devono essere inviati alle sezioni regionali di controllo, laddove trattasi di amministrazioni periferiche dello Stato e enti aventi sede nelle regioni, ovvero alla Sezione centrale di controllo sulla gestione per quanto riguarda le amministrazioni centrali dello Stato e alla sezione di controllo sugli enti con riferimento agli enti sottoposti al controllo della Corte dei Conti ai sensi della legge 21 marzo 1958 n. 259 […]”.

### Bibliografiche
1. 1 2  Bini, Moniga, Pogliaghi, Santalucia, Zorat (2011), p. 181.
2. ↑   Le direttive appalti 2004/17/CE e 2004/18/CE, su camera.it. URL consultato il 24 aprile 2022 (archiviato dall'url originale il 23 settembre 2015).
3. 1 2 3 4  Biancardi S.(2020), p. 4.
4. ↑   laccordo-quadro-aspetti-generali, su pamercato.it. URL consultato il 27 aprile 2022.
5. ↑   Razionalizzazione acquisti, su dag.mef.gov.it. URL consultato il 27 aprile 2022.
6. ↑  Bini, Moniga, Pogliaghi, Santalucia, Zorat (2011), p. 182.
7. 1 2  
 su assindca.it (PDF), su assindca.it. URL consultato il 27 aprile 2022.
8. 1 2 3 4   La disciplina dell'accordo quadro tra efficienza dell'attività contrattuale e il principio di concorrenza nell'ordinamento giuridico europeo, su dpceonline.it. URL consultato il 27 aprile 2022.
9. ↑   Dopo 12 anni di vita brillante, è mancato all'affetto dei suoi cari il “contratto aperto” (PDF), su bosettiegatti.eu. URL consultato il 27 aprile 2022.
10. 1 2  Biancardi S.(2020), p. 5.
11. ↑  Bini, Moniga, Pogliaghi, Santalucia, Zorat (2011), p. 330.

### Riferimenti normativi
1. ↑  Considerando 62 della direttiva 2014/24/UE
2. ↑  Legge 27 dicembre 2006, n. 296, art. 1, comma 449°, come modificato dall'art. 1, comma 495°, della Legge 28 dicembre 2015, n. 208